# Le Tombeur (film, 1958)
Pour les articles homonymes, voir Le Tombeur.
Pour plus de détails, voir Fiche technique et Distribution.
Le Tombeur est un film français réalisé par René Delacroix et sorti en 1958.

## Synopsis
Doudou a hérité de son père la sucrerie Doucin représentant une grande fortune. Ceci lui attire de nombreux succès féminins, mais comme il voudrait être aimé pour lui-même, il abandonne sa voiture luxueuse pour une Isetta. Ayant séduit Babette, une jeune femme rencontrée dans la rue, il se rend chez elle pour rencontrer ses parents mais se trompant d'étage, il rencontre Poupette, une autre jeune fille à marier. Il demande alors chacune d'elles en mariage ce qui conduit à de nombreux quiproquos...

## Fiche technique
- Titre : Le Tombeur
- Réalisation : René Delacroix
- Assistant-réalisateur : Jacques Bourdon
- Scénario : René Delacroix, Édouard Molinaro et Paul Vandenberghe, d'après le roman Un Cœur et deux paillassons de Marcel Arnac, paru en 1930
- Dialogues : Paul Vandenberghe
- Photographie : Georges Million
- Cadreur : Jacques Robin
- Décors : Louis Le Barbenchon
- Son : Norbert Gernolle
- Musique : Claude Arrieu
- Montage : Jeannette Berton
- Sociétés de production : Cocinor - Les Films de l'Abeille
- Pays d'origine :  France
- Format : Noir et blanc - 35 mm - 1,37:1
- Genre : Comédie
- Durée : 86 minutes
- Date de sortie : France - 2 juillet 1958

## Distribution
- Jacques Jouanneau : Doudou
- Raymond Bussières : James
- Denise Grey : Natacha
- Marthe Mercadier : Amanda
- Pierrette Bruno : Poupette
- Geneviève Cluny : Babette
- Mischa Auer : Pedro
- André Gabriello : Eugène
- Gaby Morlay : Agathe